# تشارلي كول
تشارلي كول (بالإنجليزية: Charlie Cole)‏ هو صحفي ومصور أمريكي، ولد في 1955 في تكساس في الولايات المتحدة.